# Attaque de La Paloma
L'attaque de La Paloma se déroule le 15 novembre 1937 lorsque le Ku Klux Klan investit la discothèque La Paloma dans le comté de Miami Dade. On estime que 200 membres du Ku Klux Klan prennent d'assaut la célèbre discothèque fréquentée par des personnes homosexuelles. Des clients sont sommés de partir et la discothèque est fermée pour la soirée.

## Contexte

### Économie touristique et contrecoup
Miami avait récemment commencé à s'orienter vers les touristes. Les entreprises locales avaient l'intention de récolter de l'argent par cette initiative et d'offrir Miami en alternative plus moderne à La Havane comme destination de vacances. Pour répondre aux touristes, de nombreuses entreprises locales s'attendaient à une réglementation plus permissive sur les jeux de hasard et à une plus grande acceptation des étrangers. Certains, comme les travailleurs de la construction affectés par les défaillances économiques de la région, sont devenus frustrés par la nouvelle économie basée sur le tourisme de Miami et ont commencé une croisade « anti-vice ». Cette croisade avait commencé pendant la prohibition et a conduit à la revitalisation du Ku Klux Klan dans la région de Miami.

### Tensions avec La Paloma
La boîte de nuit La Paloma offre aux clients des représentations de femmes se déshabillant sur scène et de jeunes drag queens connues sous le nom de « female impersonators » racontant des blagues et chantant. La boîte de nuit était généralement perçue comme un endroit spécifiquement réservé aux clients LGBT. De nombreux habitants se sont plaints du club comme d'un endroit indécent. Le propriétaire du club, Al Youst, avait déjà été arrêté six fois auparavant, mais pour de nombreux résidents, aucune arrestation ne mettrait fin au club.

## Raid

### Cérémonie
Dans la nuit du 15 novembre 1937, des membres cagoulés du Ku Klux Klan se réunissent au Moore Park de Miami pour introniser 125 nouveaux membres et une croix est brûlée.

### Assaut
Pour la première fois en dix ans, le Ku Klux Klan effectue une « night ride » dans la région de Miami. Près de 200 cavaliers de nuit (membres responsables des incendies et des flagellations) entrent directement dans la boîte de nuit. Les membres du Klan cassent des meubles, brutalisent des travailleurs, menacent de brûler le bâtiment, tout en ordonnant à tout le monde de quitter le club. Un membre du Klan s'exclame lors de l'attaque qu'il y a une « visite parce que les habitants du quartier avaient peur de Youst et ne voulaient pas comparaître contre lui dans une plainte devant le tribunal.

## Conséquences

### Raid de police et réouverture
Peu de temps après le raid Ku Klux Klan, le shérif du comté de Dade, David Coleman, qualifie le club de « menace » et promet de le garder légalement fermé. Coleman ordonne à la boîte de nuit d'arrêter les opérations après le raid Ku Klux Klan, puis ordonne un raid policier là-bas deux semaines plus tard. La Paloma a rouvert en quelques semaines offrant « un divertissement plus épicé que jamais », un nouveau sketch présenté au club mettant en vedette des artistes parodiant le raid du Klan et portant des cagoules blanches.

### Communauté LGBT de Miami
Un sentiment plus fort d'unité est apparu dans la communauté LGBT de Miami et la discothèque La Paloma est devenue un symbole de la résistance LGBT dans la ville.